# Dante Bowe
Dante Bowe (Rockingham, 10 de maio de 1993) é um cantor e compositor cristão americano, membro da banda Maverick City Music e ex-integrante do coletivo Bethel Music.  Bowe recebeu cinco indicações no Grammy Awards de 2022, ganhando o Grammy de Melhor Álbum de Música Cristã Contemporânea por seu trabalho em Old Church Basement (2021) de Elevation Worship e Maverick City Music.
Bowe recebeu três indicações para o GMA Dove Awards 2021, vencendo o prêmio de Canção Gospel Contemporânea do Ano pela música Joyful. Também foi indicado para Novo Artista do Ano, e Canção de Adoração do Ano por Voice of God. Foi nomeado pela Billboard como o novo melhor artista gospel de 2021.

## Biografia
Bowe cresceu em uma comunidade cristã do estado da Carolina do Norte. Os avós do cantor eram pastores. O Dante Bowe falou que os pais são o motivo da cultura do gosto musical dele e desenvolveu um amor por cantar depois que participou de um show de talentos da sétima série. Aos dez anos, Bowe foi molestado por um ancião da igreja. Seus pais se separaram quando ele tinha onze anos, e aos doze, ele descobriu que eles eram traficantes para sustentar a família.
Bowe converteu-se ao Cristianismo aos dezesseis anos, na mesma época em que seus pais abandonaram o tráfico de drogas. Sua mãe também se tornou cristã.  Aos dezesseis anos, ele também teve seu despertar espiritual através da música de Kierra Sheard, dizendo que o disco Free (2011) tinha mudado a vida dele. Bowe desistiu de continuar o ensino médio e, se dedicou ao ministério, em tempo integral, tornando-se empregado de Eddie James como líder de louvor.

## Carreira
Em 2017, lançou seu single de estreia, Potter and Friend com Jesse Cline, que logo foi seguido pelo lançamento independente de seu primeiro álbum de estúdio, Son of a Father. Bowe assinou com a Bethel Music em junho de 2019. Em 2020, lançou Champion, seu primeiro single pela Bethel e parte integrante do álbum Revival's in the Air. 
Em sequência, lançou mais três singles: Don't Talk About It com Jesse Cline, Be Alright com Amanda Lindsey Cook e Voice of God com Steffany Gretzinger e Chandler Moore. Em 2021, lançou seu segundo álbum de estúdio, Circles, cujo single Joyful ganhou o prêmio GMA Dove de Música Gospel Contemporânea do Ano. O álbum estreou em 7º lugar na parada de álbuns gospel da Billboard nos Estados Unidos.